# 下布達基夫卡
50°17′57″N 33°35′11″E / 50.29917°N 33.58639°E
下布達基夫卡（烏克蘭語：Нижня Будаківка），是烏克蘭中部的村莊，隸屬波爾塔瓦州的米爾霍羅德區。該村距離切爾沃尼盧基0.5公里，始建於1649年，面積2.42平方公里，海拔高度108米，2001年人口398。